# 苗學禮
苗學禮，OBE，SBS（John Anthony 'Tony' Miller，1950年4月12日—），英國人，前香港政府官員。

## 簡歷
苗學禮生於英國，就讀位於英格蘭伊普斯威奇的 St. Joseph's College（1962年至1967年），於英國倫敦大學東方及非洲研究學院榮譽學士畢業（1968年至1972年），再於美國哈佛大學甘乃迪政府行政學院碩士畢業（1983年至1984年），他於1972年9月加入政務職系，並於1993年1月晉升為首長級甲級政務官。
苗學禮曾在多個決策局及部門服務，包括前市政事務署、前民政署、前房屋科、前督憲府、房屋署、前兩局及行政科、前行政科及前貿易署。
苗學禮所任的重要職位包括：
- 1989年4月至1991年10月：資訊統籌署長
- 1991年10月至1993年3月：海事處處長
- 1993年3月至1996年7月：貿易署署長
- 1996年7月至2002年6月：房屋署署長
- 2002年7月至2004年7月：財經事務及庫務局常任秘書長（財經事務）
- 2004年8月至2007年2月：香港特別行政區駐世界貿易組織常設代表

由於居屋接連被揭發短樁醜聞，立法會於2000年6月以大比數通過對房屋署署長苗學禮和房屋委員會主席王䓪鳴一項無約束力的不信任動議。王䓪鳴在動議表決前夕請辭，苗學禮則拒絕請辭。
他擔任香港駐世界貿易組織常設代表時，同時獲選為知識產權理事會主席，於2006年2月獲選為貿易便利化談判小組主席。
2019年6月23日，苗學禮等前高官發起聯署致函行政長官林鄭月娥，促請立即撤回《逃犯條例》修訂建議及成立獨立調查委員會，其後同年7月23日再度聯署，強烈促請政府設立獨立調查委員會，修補撕裂、尋求和解，認為是「唯一公認的最有效方法」；同年9月4日，林鄭月娥撤回該修訂建議，唯仍拒絕設立獨立調查委員會。

## 個人生活
苗學禮已婚，妻子為香港中文大學教職學者苗黃雅貞（Rachel），無子女。他為清朝景德鎮名家瓷器收藏家，於1990年代初期起收藏，於2005年11月在中文大學舉辦個人珍藏展，本人曾經作出相關著作。

## 著作
- 《素影浮瑩：景德鎮清末民初雕瓷》苗學禮、許建勳 著，中文大學出版社2006年6月初版，ISBN 978-962-7101-75-8

## 外部連結
- 《苗學禮視雕瓷如子》文：洪永起，2005年11月9日香港文匯報

| 政府职务      | 政府职务                                             | 政府职务      |
| ------------- | ---------------------------------------------------- | ------------- |
| 前任： 新設   | 財經事務及庫務局常任秘書長（財經事務） 2002年—2004年 | 繼任： 何鑄明 |
| 前任： 馮通   | 房屋署署長 1996年—2002年                             | 繼任： 梁展文 |
| 前任： 曾蔭權 | 貿易署署長 1993年—1996年                             | 繼任： 黎年   |
| 前任： 新設   | 海事處處長 1991年—1993年                             | 繼任： 戴毅彬 |